# Марковський Володимир Геннадійович
Володи́мир Генна́дійович Марко́вський (11 червня 1988 — 20 січня 2015) — капітан Збройних Сил України, учасник російсько-української війни. Один із «кіборгів».

## Короткий життєпис
2009 року закінчив Академію сухопутних військ імені гетьмана Петра Сагайдачного, спеціальність «Бойове застосування та управління діями аеромобільних підрозділів».
Командир роти, 95-та окрема аеромобільна бригада.
20 січня 2015-го загинув під час просування на допомогу захисникам Донецького аеропорту: двоє розвідників підірвались на фугасі. Ротний Володимир Марковський із підлеглими витягнув їх до машини, цього моменту поряд розірвався снаряд. Весь удар від вибухової хвилі прийшовся на Марковського та ще одного бійця — Костянтина — капітан прикрив його собою, врятувавши життя.
Без єдиного сина залишилася мама. Похований в Улашанівці.

## Нагороди та вшанування
- Указом Президента України № 282/2015 від 23 травня 2015 року, «за особисту мужність і високий професіоналізм, виявлені у захисті державного суверенітету та територіальної цілісності України, вірність військовій присязі», нагороджений орденом Богдана Хмельницького III ступеня (посмертно)[1].
- Нагороджений нагрудним знаком «За оборону Донецького аеропорту» (посмертно).
- 8 травня 2015 року у селі Улашанівка Славутського району на фасаді будівлі загальноосвітньої школи (вулиця Шкільна, 10), де навчався Володимир, йому відкрито меморіальну дошку.
- Вшановується в меморіальному комплексі «Зала пам'яті», в щоденному ранковому церемоніалі 20 січня[2][3].